# 1942 en sport
Cet article présente les faits marquants de l'année 1942 en sport.

## Baseball
- Les Saint-Louis Cardinals remportent les World Series face aux New York Yankees par 4 victoires pour 1 défaite.
- Première édition des World Series noires nouvelle formule entre les champions de la Negro National League et de la Negro American League. Les Kansas City Monarchs (NAL) s'imposent par 4 victoires à zéro face aux Grays de Homestead (NNL).

## Basket-ball
- US Métro champion de France chez les hommes tandis que c'est le Club olympique Périgueux-Ouest qui remporte le titre chez les féminines[1].

## Boxe
- Le champion Joe Louis conserve son titre de champion du monde des poids lourds à la boxe en battant
  - le 9 janvier, Buddy Baer par K.O. au 1er round à New York.
  - le 27 mars, Abe Simon par K.O. au 6e round à New York.

## Cyclisme
- Championnat de France de vitesse juillet à Reims

## Football
- 17 mai : le Red Star remporte la Coupe de France face au FC Sète, 2-0.
- Schalke 04 champion d'Allemagne.
- Valence CF champion d'Espagne.
- AS Rome champion d'Italie.
- France :

Stade de Reims, Champion de France 1941-1942 Zone Occupée
F.C. Sète., Champion de France 1941-1942 Zone Libre
R.C Lens, Champion de France 1941-1942 Zone Interdite
- - Article détaillé : 1942 en football

## Football américain
- 13 décembre : Washington Redskins champion de la National Football League. Article détaillé : Saison NFL 1942.

## Football canadien
- Coupe Grey : Toronto RACF 8, Winnipeg RACF 5.

## Golf
- L’Américain Sam Snead remporte le tournoi de l’USPGA.
- L’Américain Byron Nelson remporte le tournoi des Masters.

## Gymnastique
- Disparition de l'USGF remplacée par la Fédération française de gymnastique (FFG).

## Handball
- Création de la section handball du FC Barcelone

## Hockey sur glace
- Les Maple Leafs de Toronto remportent la Coupe Stanley.
- Chamonix champion de France.
- HC Davos champion de Suisse.

## Tennis
- Championnat des États-Unis : 
  - l’Américain Fred Schroeder s’impose en simple hommes ;
  - l’Américaine Pauline Betz s’impose en simple femmes.

## Naissances
- 7 janvier : Vassili Alexeiev, haltérophile russe († 25 novembre 2011).
- 14 janvier : Pierre Albertini, judoka et dirigeant sportif français († 27 janvier 2017).
- 17 janvier : Cassius Clay, boxeur américain († 3 juin 2016).
- 18 janvier : Johnny Servoz-Gavin, pilote automobile français de Formule 1. († 28 mai 2006).
- 22 janvier : Dimitrios Domazos, footballeur grec. († 24 janvier 2025).
- 5 février : Roger Staubach, joueur de football américain football US américain.
- 9 février : François Jauffret, joueur de tennis français.
- 14 février : Ricardo Rodriguez, pilote mexicain de Formule 1. († 1er novembre 1962).
- 24 février : Friedrich Rafreider, footballeur autrichien. († 16 septembre 2007).
- 2 mars : Jacques Casolari, footballeur français.
- 22 mars : Alain Gottvallès, nageur français spécialiste des épreuves de sprint en nage libre. († 29 février 2008).
- 28 mars : Bernard Darniche, pilote automobile (rallye) français.
- 18 avril : Jochen Rindt, pilote autrichien de Formule 1, champion du monde à titre posthume en 1970. († 5 septembre 1970).
- 1er mai : Jean Saubert, skieuse alpine américaine. († 14 mai 2007).
- 3 mai : Věra Čáslavská, gymnaste tchèque.
- 8 mai : Benoît Dauga, joueur de rugby à XV français.
- 13 mai : Jeff Astle, footballeur anglais. († 19 janvier 2002).
- 21 mai : John Konrads, nageur australien, champion olympique sur 1 500 m  aux Jeux de Rome en 1960.
- 24 mai : Hannu Mikkola, pilote automobile (rallye) finlandais.
- 6 juin : Franck Fiawoo, footballeur togolais.
- 11 juin : Giacomo Agostini, pilote moto italien.
- 19 juin : Bernard Bosquier, footballeur français, qui obtint 42 sélections en équipe de France entre 1964 et 1972.
- 21 juin : Seiji Aochi, sauteur à ski japonais.
- 16 juillet : Margaret Court-Smith, joueuse de tennis australienne, ayant remporté 62 tournois du Grand Chelem : 24 en simple (record), 19 en double dames et 19 en double mixte entre 1959 et 1975.
- 1er août : Kent Andersson, pilote moto suédois, double champion du monde de moto 125 cm3 en 1973 et 1974. († 30 août 2006).
- 2 août : Ilija Pantelić, footballeur yougoslave († 17 Novembre 2014).
- 7 août : Carlos Monzón, boxeur argentin, 53 ans. († 8 janvier 1995).
- 13 août : Georges Carnus, footballeur français
- 14 septembre : Raymond Floyd, golfeur américain
- 16 septembre : Dennis Conner, skipper (voile) américain
- 25 septembre : Henri Pescarolo, pilote automobile français de Formule 1 et d'endurance.
- 1er octobre : Jean-Pierre Jabouille, pilote automobile français de Formule 1.
- 24 octobre : Zygfryd Szołtysik, footballeur polonais, champion olympique lors des Jeux de Munich en 1972.
- 8 décembre : Bob Love, joueur américain de basket-ball. († 18 novembre 2024).
- 25 décembre : Françoise Dürr, joueuse de tennis française

## Décès
- 7 février : Dorando Pietri, athlète italien devenu célèbre lors de l'épilogue du marathon des Jeux de Londres en 1908. (° 16 octobre 1885).
- 20 mai : John Goodall, footballeur puis entraîneur et joueur de cricket anglais.